# Tjärnmyrtjärnen (Vilhelmina socken, Lappland, 722538-151873)
Tjärnmyrtjärnen är en sjö i Vilhelmina kommun i Lappland och ingår i Ångermanälvens huvudavrinningsområde. Sjön har en area på 0,0899 kvadratkilometer och ligger 472,8 meter över havet.

## Delavrinningsområde
Tjärnmyrtjärnen ingår i det delavrinningsområde (721310-152787) som SMHI kallar för Utloppet av Vojmsjön. Medelhöjden är 480 meter över havet och ytan är 355,93 kvadratkilometer. Räknas de 240 avrinningsområdena uppströms in blir den ackumulerade arean 2 251,18 kvadratkilometer. Vojmån som avvattnar avrinningsområdet har biflödesordning 2, vilket innebär att vattnet flödar genom totalt 2 vattendrag innan det når havet efter 333 kilometer. Avrinningsområdet består mestadels av skog (66 procent). Avrinningsområdet har 83,41 kvadratkilometer vattenytor vilket ger det en sjöprocent på 23,4 procent.